# Секстант (съзвездие)
Секстант е малко екваториално съзвездие, въведено през 17 век от Ян Хевелий.